# Teatro Carlo-Goldoni (Livourne)
Pour les articles homonymes, voir théâtre Carlo-Goldoni.
Le théâtre Carlo-Goldoni (en italien, Teatro Carlo Goldoni) est le plus important théâtre de Livourne. Il a été construit entre 1843 et 1847 pour accueillir 3 000 spectateurs — la Grande Salle compte aujourd’hui 900 places, dont 450 en platée et 200 dans le réduit. Le musée Mascagni y est installé, présentant des objets ayant appartenu au compositeur d’opéra Pietro Mascagni.